# Nefi

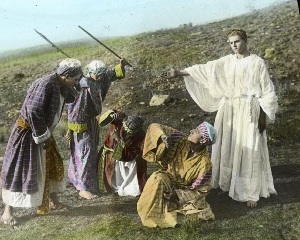
Escena de la película mormona La vida de Nefi (1915)

Nefi es uno de los personajes centrales del Libro de Mormón, uno de los textos sagrados del Movimiento de los Santos de los Últimos Días o mormonismo, incluyendo a su denominación principal la Iglesia de Jesucristo de los Santos de los Últimos Días. 
Hijo de Lehi y Saríah, es descrito como un profeta, cronista y patriarca de su pueblo, llamado Nefita, además de autor del Primer y Segundo Libro de Nefi, los cuales forman parte del ya mencionado Libro de Mormón.
Dado que Nefi aparece únicamente en el Libro de Mormón, publicado por Joseph Smith en el siglo XIX, su existencia como personaje histórico solo es defendida por los miembros de dicho movimiento religioso.

## Biografía en el Libro de Mormón

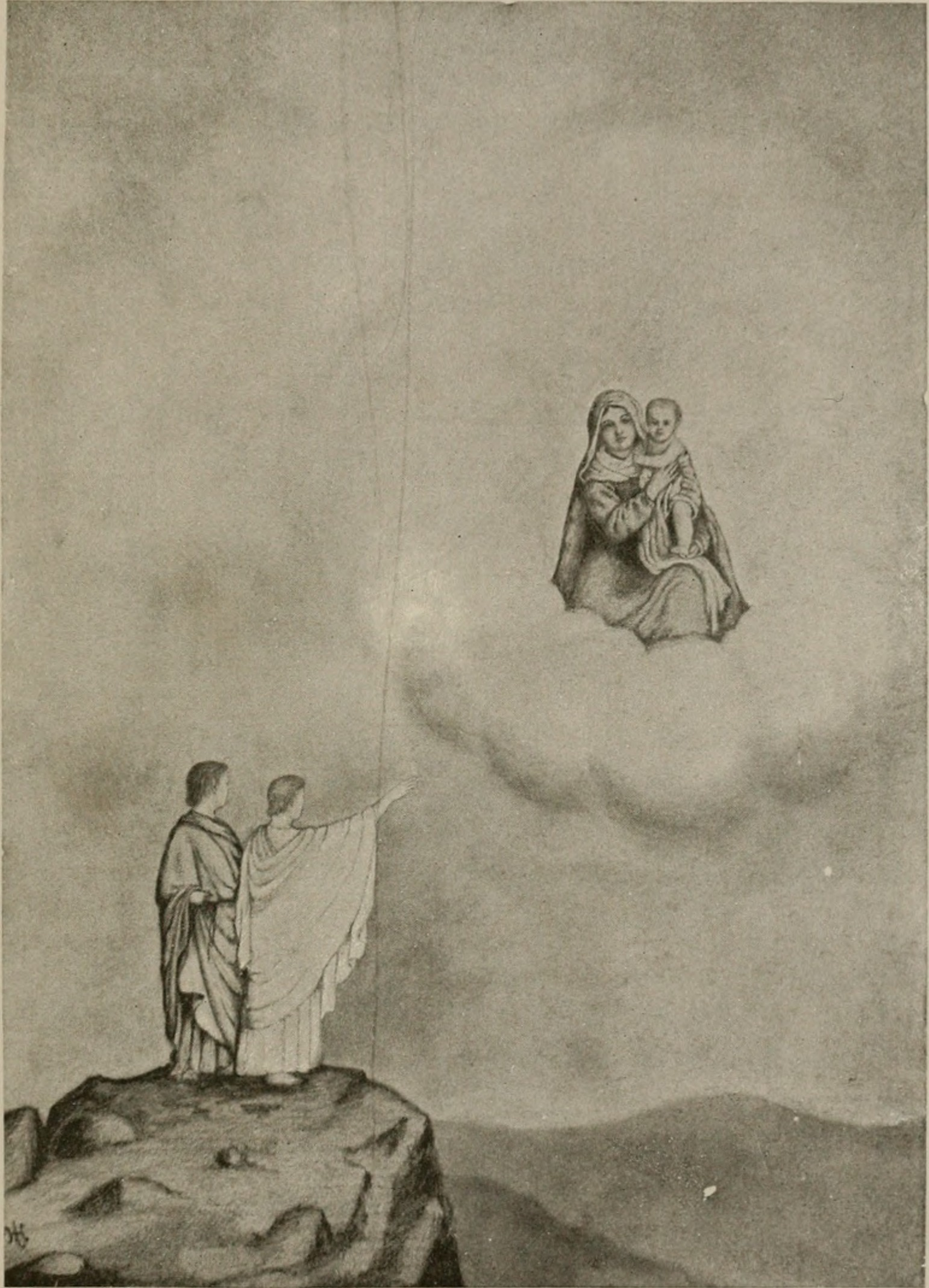
La historia del Libro de Mormón (1888).

De acuerdo al Libro de Mormón, Nefi fue el cuarto de los seis hijos de Lehi y Sariah. Nacido hacia el 615 a. C., vivió en Jerusalén durante el reinado de Sedequías, y acompañó a su padre y familia cuando Dios les ordenó partir hacia algún lugar de América alrededor del año 600 a. C.

### Árbol familiar
|       |       | Lehi  | Lehi  | Lehi  | Lehi  | Lehi | Lehi |        |        | Saríah | Saríah | Saríah | Saríah | Saríah | Saríah |     |     |     |     |     |     |  |  |      |      |      |      |      |      |  |  |       |       |       |       |       |       |  |  |      |      |      |      |      |      |
|       |       | Lehi  | Lehi  | Lehi  | Lehi  | Lehi | Lehi |        |        | Saríah | Saríah | Saríah | Saríah | Saríah | Saríah |     |     |     |     |     |     |  |  |      |      |      |      |      |      |  |  |       |       |       |       |       |       |  |  |      |      |      |      |      |      |
|       |       |       |       |       |       |      |      |        |        |        |        |        |        |        |        |     |     |     |     |     |     |  |  |      |      |      |      |      |      |  |  |       |       |       |       |       |       |  |  |      |      |      |      |      |      |
|       |       |       |       |       |       |      |      |        |        |        |        |        |        |        |        |     |     |     |     |     |     |  |  |      |      |      |      |      |      |  |  |       |       |       |       |       |       |  |  |      |      |      |      |      |      |
| Lamán | Lamán | Lamán | Lamán | Lamán | Lamán |      |      | Lemuel | Lemuel | Lemuel | Lemuel | Lemuel | Lemuel |        |        | Sam | Sam | Sam | Sam | Sam | Sam |  |  | Nefi | Nefi | Nefi | Nefi | Nefi | Nefi |  |  | Jacob | Jacob | Jacob | Jacob | Jacob | Jacob |  |  | José | José | José | José | José | José |

En el Libro de Mormón se menciona a las hermanas de Nefi, pero no se las nombra.

### Éxodo
Lehi, Nefi y los suyos salieron de Jerusalén, viajando hacia el sureste. Después de tres días en el desierto, acamparon en un valle fluvial que desembocaba en el mar Rojo. Algunos eruditos mormones han sugerido que el campamento estaba cerca de la ciudad actual de Al-Bad, en la región de Tabuk (Arabia Saudita), aproximadamente 375 kilómetros al sur de Jerusalén. Según el relato del propio Nefi, fue enviado con sus hermanos Lamán, Lemuel y Sam de regreso a Jerusalén para obtener ciertas planchas de bronce que contenían los anales familiares y textos sagrados. Estas tablas estaban en posesión de un tal Labán, quien se rehusó a entregarlas y los amenazó de muerte. Más tarde, cuando Labán estaba ebrio, Nefi lo mató con su propia espada y se apoderó de las planchas. Luego debió retornar una vez más a Jerusalén para traer a la familia de Ismael con el fin de obtener esposas para los hijos de Lehi.
Durante ocho años Nefi y los suyos vivieron en el desierto, en ese lapso sufrió la envidia y maldad de sus hermanos, pero dio pruebas de su valor, ingenio y don de profecía. Finalmente se asentaron en la Tierra de Abundancia, a la cual los eruditos mormones identifican con Dhofar (Omán).
Nefi, entonces, construyó un navío según la orden divina (sus hermanos Lamán y Lemuel se burlaron de él, pero fueron castigados por Dios) y se embarcó en el mismo con su padre Lehi y el resto de su familia.
El viaje los condujo, guiados por la Liahona, una brújula maravillosa provista también por Dios, desde las costas de la península arábiga hasta algún lugar de América que no ha sido precisado. Hasta el momento los investigadores mormones que creen en la realidad del evento, no se ponen de acuerdo sobre el rumbo seguido o el punto de desembarco; la mayor parte se inclina por una ruta oriental, que habría cruzado los océanos Índico y Pacífico, arribando al centro norte de Chile o bien a las costas occidentales de México. Otros consideran que los viajeros circunnavegaron África y, gracias a los vientos alisios, llegaron a la Costa Este de los Estados Unidos.

### Los nefitas
Una vez en la Tierra de Promisión, cualquiera que fuese, los recién llegados comenzaron a desarrollar una civilización similar a la que habían dejado en Medio Oriente. No hay indicios en el relato de que la tierra en cuestión estuviese ya poblada, aunque algunas frases podrían ser tomadas en el sentido de que había otros pueblos (o bien se refieren a las gentes mulekitas de Zarahemla que llegaron más tarde); pero nunca se interactúa con ellos.
Lehi murió poco después y Nefi se convirtió en el líder de la tribu, pero Lamán y Lemuel se rebelaron contra él y se formaron dos clanes llamados más tarde nefitas y lamanitas, por el nombre de sus fundadores. Los nefitas se separaron de los lamanitas y mantuvieron un estilo de vida puro, regido por las costumbres judías, aunque no se mencionan las fiestas del judaísmo. Además, ungieron a algunos de ellos como sacerdotes, si bien ninguno era levita, y mantuvieron la esperanza de la llegada de Cristo que Nefi había profetizado con asombrosa precisión.
Los lamanitas se volvieron salvajes y polígamos, su piel se tornó oscura como castigo por sus pecados, y son los ancestros de los actuales indígenas americanos.
Nefi rigió a su pueblo con justicia, se volvieron ricos en oro, plata y otros metales, y construyeron un Templo basado en el de Salomón, pero de menor calidad. Ocasionalmente hubo guerras con los lamanitas.
Nefi escribió un relato de su historia y el viaje a la Tierra de Promisión; en parte como anticipo al robo que la traducción de las tablas escritas por su padre Lehi, sufriría en el futuro. Este relato, los actuales libros 1 y 2 de Nefi, es la primera parte del Libro de Mormón y abarca desde el resumen de la historia de Lehi hasta la muerte de Nefi, ocurrida a avanzada edad. Las planchas, no obstante, tenían espacio para más escritos y Nefi estableció que entre los suyos habría un guardián de las mismas, encargado, además, de añadir nuevos relatos y profecías. El primero de estos guardianes, muerto Nefi, fue su hermano Jacob.
Tras su muerte Nefi se convirtió en un ángel.

## Etimología
El nombre Nefi (en inglés: Nephi) no es conocido por ninguna obra histórica y se lo menciona solamente en el Libro de Mormón, publicado en el siglo XIX supuestamente a partir de textos antiguos que no pueden ser examinados. Los estudiosos sostienen que el nombre fue ideado por el mismo Joseph Smith, al cual consideran el verdadero autor del mencionado libro. Se ha especulado que haya sido tomado de la palabra hebrea nefesh, «alma» o «vida», a veces usada para denominar a los fantasmas, o bien de la leyenda bíblica de los Nefilim.La hipótesis más probable, sin embargo, es la que sostiene que proviene de 2 Macabeos 1:36 según la versión inglesa conocida como Biblia del rey Jacobo, donde se lee:

And Neemias called this thing Naphthar, which is as much to say as a cleansing: but many men call it Nephi.
Y Nehemías lo llamó: “Naphtar”, que significa purificación, pero muchos hombres lo llaman: “Nephi”

Los estudiosos mormones, quienes creen en la historicidad del libro, proponen una etimología basada en el antiguo egipcio. John Gee, supone que el nombre puede ser una forma hebrea del egipcio Nfr: «belleza», o bien de Nfw; «capitán», o Nfy; «viento», si bien la segunda forma no aparece atestiguada hasta mucho más tarde y la tercera nunca se usó como nombre. El problema con la etimología derivada de Nfr, es que termina en -r, aunque es posible que en el tiempo del relato esta última letra ya no se pronunciara, y además que la trascripción hebrea de dicho nombre fuese análoga a la acadia: Nwpi. Sin embargo, Gee cita inscripciones arameas y fenicias que transcriben el egipcio nfr con la forma npy.

## Historicidad
Nefi es mencionado únicamente en El Libro de Mormón publicado por Joseph Smith en el siglo XIX. Este libro, según el mismo Smith, era una colección de textos antiguos grabados en planchas de oro y escondidos en el monte Cumorah del estado de Nueva York. Dijo que lo obtuvo por medio de un ángel (en la teología mormona, los ángeles que poseen un cuerpo son humanos que han resucitado), llamado a veces Nefi. Estos textos, siempre según su descubridor, estaban escritos en una lengua conocida como egipcio reformado, que él habría traducido: «por el poder de Dios», utilizando para ello unos instrumentos sagrados. Según el propio Smith, una vez traducidas las planchas fueron tomadas por un ángel y escondidas nuevamente.
Joseph Smith afirmaba ser un profeta y más tarde fundó la Iglesia de Jesucristo de los Santos de los Últimos Días, uno de cuyos libros sagrados es «El Libro de Mormón».
Dado que no se puede acceder al supuesto texto original de las planchas, o a una copia del mismo, y como no hay fuentes independientes que mencionen a Nefi, su existencia como personaje histórico solo es defendida por los mormones, algunos de ellos con formación en historia o arqueología, mientras que el consenso académico, esto es historiadores, arqueólogos y lingüistas, coincide en que se trata de un personaje creado por Joseph Smith, con elementos autobiográficos.
Se ha especulado con un supuesto erudito judío medieval llamado ibn Nephi, o sea «hijo de Nefi», Abenephius o Baraquías Nephi, pero actualmente se cree que el nombre proviene de un error de lectura de un texto árabe traducido por Atanasio Kircher, o bien que fuera un personaje inventado por este mismo erudito.